# Acrodon parvifolius
Acrodon parvifolius är en isörtsväxtart som beskrevs av Duplessis. Acrodon parvifolius ingår i släktet Acrodon och familjen isörtsväxter. Inga underarter finns listade i Catalogue of Life.